# Les bronzés 3: amis pour la vie
Les bronzés 3: amis pour la vie è un film del 2006 diretto da Patrice Leconte.
È il sequel dei film Les bronzés (1978) e Les bronzés font du ski (1979), anche questi diretti da Patrice Leconte.